# Anthonie van Borssom

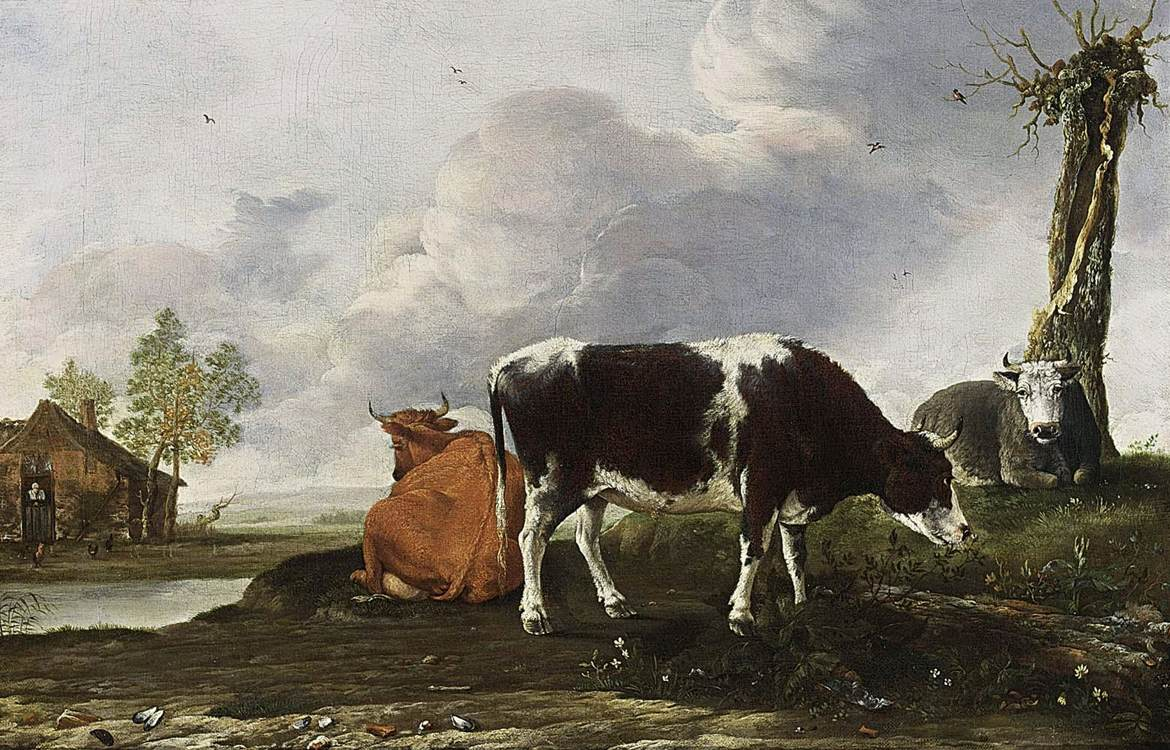
Paysage avec vaches.

Anthonie van Borssom (1630 ou 1631-1677) est un peintre et graveur de l'âge d'or de la peinture néerlandaise.

## Biographie
Anthonie van Borsomm est baptisé à Amsterdam le 2 janvier 1631.
Il a vécu à Amsterdam mais effectue un voyage le long du Rhin et séjourne à Clèves de 1650 à 1655.
À Amsterdam, il a probablement été l'élève de Rembrandt entre 1645 et 1650 : l'influence des eaux-fortes des années 1640 du maître se font en effet ressentir sur ses dessins.
Il se marie le 24 octobre 1670 avec Anna Crimpings.
Il meurt en mars 1677 à Amsterdam et est enterré le 19 à l'église Westerkerk.

## Œuvre
Anthonie van Borssom est un peintre de paysage italianisant, qui copie principalement des paysages populaires de son époque d'artistes tels que Jacob van Ruisdael, Paulus Potter, Aelbert Cuyp, Nicolaes Berchem, Philips Koninck, Jan Wijnants, Aernout van der Neer, Otto Marseus van Schrieck et Cornelis Vroom.
Il signe généralement ses œuvres « AVBorssom ».

## Dessins
Beaux-Arts de Paris : 
- La rivière gelée aux patineurs[2], plume, encre brune et lavis gris, H. 181 ; L. 275 mm. Cette feuille montre un paysage d'hiver caractéristique de son style. La technique employée correspond parfaitement à celle du dessin monogrammé de sujet identique de Van Borssom (collection Maida et George Abrams, Fogg Art Museum, Cambridge (Mass.)). On ne sait pas si le dessin des Beaux-Arts est une étude préparatoire pour un tableau ou s'il s'agit d'une reprise d'un motif qui lui avait valu du succès[3].
- Cygnes et canards dans un parc avec un sphinx et pavillon à droite[4], plume et encre brune, H. 125 ; L. 195 mm. Voir commentaire ci-dessous[5].
- Cygnes et canards dans un parc avec pavillon à gauche[6], plume et encre brune, H. 125 ; L. 195 mm. Van Borssom est l'auteur de très nombreuses études d'animaux. Ces croquis sont en général librement esquissés - parfois deux sur une même feuille - et n'ont jamais, semble-t-il,  été repris pour la composition d'un tableau ou d'un dessin fini[7].